# Léon Lampo
Léon Lampo, né le 28 janvier 1923 à Gentbrugge et mort le 16 novembre 1985 à Gand, est un ancien joueur belge de basket-ball.